# Супермен 3
Супермен 3 (енгл. Superman III) британско-амерички је суперхеројски филм из 1983. и трећи од четири филма у којима главну улогу игра Кристофер Рив. Уједно, то је и последњи филм из оригиналног серијала о Супермену који су продуцирали Александер и Илја Салкинд.
Мада је зарадом у САД успео да поврати уложени буџет од 39 милиона долара, био је мање успешан од претходна два филма, како у комерцијалном смислу, тако и по мишљењу критичара, који су негативно оценили ангажовање комедијаша Ричарда Прајора, док је Ривова глума у улози Супермена оцењена позитивно.

## Радња
Огаст "Гас" Горман, хронични беспосличар, открива таленат за програмирање компјутера. Након проневере 85.000 долара са платног списка свог новог послодавца, индустријског конгломерата "Вебско", Горман привлачи пажњу власника компаније, Роса Вебстера, који га, уместо да га пошаље у затвор, у друштву своје млађе сестре Вере (која је и потпредседница компаније "Вебско") и девојке Лорелај, на уцену ангажује као свог личног програмера да му помогне у његовим плановима да финансијски завлада светом.
У међувремену, Кларк Кент убеди свог шефа у новинској кући "Дејли Планет", Перија Вајта, да му дозволи да отпутује у Смолвил на годишњицу матуре, у пратњи свог колеге, фотографа Џимија Олсена. Успут, као Супермен, гаси пожар у фабрици хемикалија, спречивши катастрофу већих размера, ком приликом Олсен задобија прелом ноге и не може да продужи са Кларком до Смолвила.
У Смолвилу, Кларк се сусреће са својим школским друговима и другарицама, укључујући и Лану Ланг, своју школску симпатију, и Бреда Вилсона, Ланиног бившег дечка, који је кињио Кларка у школским данима. Лана је распуштеница са сином јединцем, Рикијем, а Бред бивши фудбалер, сада алкохоличар који ради као ноћни чувар. Лана и Кларк плешу заједно на забави приређеној у средњошколској фискултурној сали уз музику из своје младости и присећају се својих школских дана, док Бред покушава изнова да заведе Лану, након сазнања да је разведена.
У међувремену, Вебстер кује план за успостављање монопола на тржишту кафе. Разгневљен због одбијања Колумбије да послује с њим, наређује Горману да репрограмира амерички метеоролошки сателит Вулкан и уз помоћ њега изазове торнадо-олују која ће уништити колумбијску жетву кафе за наредних неколико година. Вебстеров план се изјалови када Супермен неутралише торнадо и спасе жетву. Вебстер тада наређује Горману да употреби своје компјутерашко знање да направи дупликат криптонита, присетивши се првог Суперменовог интервјуа за "Дејли Планет", током којег га је Супермен идентификовао као своју једину слабост. Гас уз помоћ компјутера наређује сателиту Вулкан да лоцира остатке Суперменове родне планете Криптона у свемиру, али након што компјутер наведе да у криптониту постоји неки непознат елеменат (или више њих), Гас га (их) замењује катраном, састојком који је прочитао са паклице цигарета.
Лана убеди Супермена да се појави на Рикијевој рођенданској журци, али је Смолвил претвори у градску прославу. Гас и Вера, прерушени у војне официре, поклањају Супермену грумен импровизованог криптонита који, на њихово запрепашћење, наизглед нема никаквог тренутног ефекта на њега. Међутим, убрзо након тога, Суперменова личност лагано почиње да се мења. Супермен постаје себичан, усредсређујући се на своју опчињеност Ланом, због чега не стиже на време да спасе живот возача шлепера који је, пробивши ограду, висио са оближњег моста. Супермен постаје депресиван, зао, пакостан и повремено деструктиван, збијајући неслане шале са светским знаменитостима, попут гашења олимпијског пламена и исправљања Кривог торња у Пизи.
Схвативши да Супермен више није добрица, Вебстер ужурбано реализује своје планове да успостави монопол над нафтом, наредивши Горману да преусмери све танкере насред Атлантика, вештачки изазивајући несташицу нафте и нафтних деривата. Горман захтева да му Вебстер, заузврат, сагради суперкомпјутер по његовим нацртима. Када капетан једног од танкера одбије да се повинује наредбама, Лорелај заведе Супермена, наговоривши га да пробије непослушни танкер, што овај и учини, проузроковавши огромну нафтну мрљу.
Супермен се одаје алкохолу и, након што се у пијаном стању готово срушио на ауто-отпад, доживљава нервни слом и раздваја се на две персоне: злог Супермена и добрицу Кларка Кента. Зли и добри Суперменов ентитет ступају у епску битку, током које зли ентитет покушава да смрви добрицу у дробилици, али на крају добрица Кларк "задави" свој зли ентитет, након чега прионе да санира сву штету коју је проузроковао његов зли ентитет.
За то време, Вебстерови инжењери граде суперкомпјутер по Гормановим нацртима, али Супермен сазнаје ово и креће у коначни обрачун са Вебстером и његовим сарадницима. Након што се одбранио од ракета које је на њега испалио суперкомпјутер, Супермен успева да уђе у пећину у којој су се забарикадирали Рос, Вера, Лорелај и Гас, али суперкомпјутер открије Суперменову слабу тачку и упери на њега сноп криптонитског зрака.
Савладан грижом савести и ужаснут могућим "уласком у историју као човек који је убио Супермена", Гас уништи криптонитски сноп уз помоћ ватрогасне секире и извади главни осигурач, након чега Супермен побегне. Суперкомпјутер постаје свестан самог себе и брани се од Гасових покушаја да га онеспособи, напајајући се сам од себе, што узрокује масовне нестанке струје широм Сједињених Држава. Рос, Вера и Лорелај беже из контролне собе, али Вера бива трансформисана у киборга. Вера напада свог брата и Лорелај енергетским снопом, онесвестивши их. Супермен се враћа са канистером белтричке киселине (из оне исте фабрике хемикалија у којој је претходно угасио пожар). Супермен поставља канистер са киселином поред суперкомпјутера, који се не опире, јер не препознаје никакву опасност по себе. Интензивна топлота коју емитује суперкомпјутер узрокује да се киселина претвори у корозивно испарење, уништивши га. Супермен одлети са Гасом, препустивши Роса, Веру и Лорелај властима. Њих двојица на кратко свраћају до рудника угља, где Супермен препоручи Гаса за посао компјутерског програмера.
Супермен се враћа у Метрополис. Као Кларк, посећује Лану, која се у међувремену преселила из Смолвила у Метрополис и нашла запослење у "Дејли Планету" као нова секретарица Перија Вајта. Бред се изненада појави у Ланином стану у пијаном стању и насрће на Кларка, да би завршио на колицима собне послуге у теретном лифту.
Супермен на крају санира и последњи вандализам свог злог ентитета, вративши Криви торањ у Пизи у првобитно стање.

## Улоге
| Глумац           | Улога                 |
| ---------------- | --------------------- |
| Кристофер Рив    | Кларк Кент / Супермен |
| Ричард Прајор    | Гас Горман            |
| Анет О’Тул       | Лана Ланг             |
| Ени Рос          | Вера Вебстер          |
| Марго Кидер      | Лоис Лејн             |
| Памела Стивенсон | Лорелај Амбросија     |
| Марк Маклур      | Џими Олсен            |
| Џеки Купер       | Пери Вајт             |

## Зарада
- Зарада у САД - 59.950.623 $